# 小野五平
小野 五平（おの ごへい、天保2年10月6日（1831年11月9日） - 大正10年（1921年）1月29日）は、江戸時代から明治・大正時代にかけての将棋指し・将棋棋士、十二世名人。通説では天野宗歩門下とされるが十一代大橋宗桂門下とすることもある。日本将棋連盟ではウェブサイト上の小野の紹介記事において通説は天野門下説であるとした上で大橋門下説を採っていたが、現在該当ページは削除されており、棋士系統図においても小野の師匠の欄は空欄としている。

## 経歴

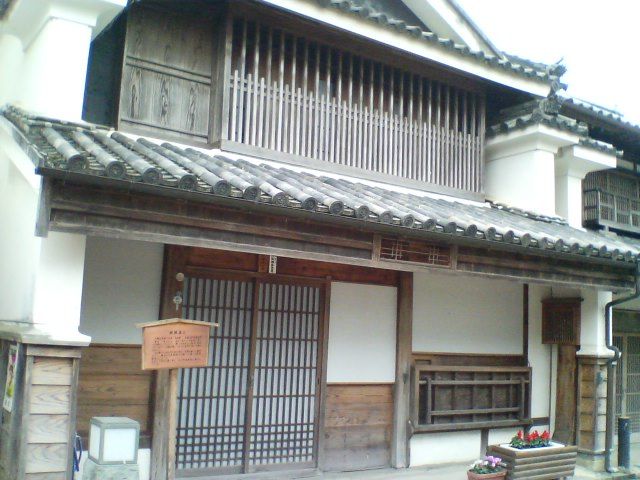
脇町南町伝建地区に現存する小野五平の生家（平田家）

1831年（天保2年）、阿波国美馬郡脇町（現在の徳島県美馬市）の旅籠の長男として生まれる。青年時代までは「土井喜太郎」を名乗っていた。
1846年（弘化3年）、皮膚病の治療のため有馬の温泉に滞在中、天野宗歩の門下とされる長崎出身の三段格の棋士（氏名不詳）に見いだされる。この棋士とともに長崎へ行き、数年間修業する。
1850年（嘉永3年）、すでに教えることがなくなったとして、某三段より天野宗歩への紹介状を貰い、京都にのぼって天野宗歩の指導を受ける。しかし、この数日後、天野は江戸に帰ることになり、小野が再び天野の指導を受けることはなかった。
1860年、再び天野の指導を受けるべく江戸に出たが、すでに天野は死去した後であったため、十一代大橋宗桂の下に身を寄せる。文久元年（1861年）7月15日、日本橋・銀町一丁目の丁字風呂で渋谷孫助と左香落を対局した記録が残されている。
宗桂から1860年に三段、翌1861年には四段を許される。慶應2年（1866年）に五段、明治2年（1869年）に六段に昇段。土井五香と改名した後、家名を継いで「尾野五平」と名乗る。同年に八代伊藤宗印らが呼びかけた「百番出版校合会」に参加、5月21日に八代宗印と平香交じりで対局。明治5年（1870年）1月20日には宗印や大矢東吉らと連将棋に参加、6月6日には深川木場の鹿島清次郎宅で宗印と香落とされで対局する。その後、宗印らと袂を分かち「尾野五平会」を組織したという。福沢諭吉、森有礼、服部金太郎、芳川顕正ら有力者を後援者に持ち、名人位を狙うようになった。
明治12年（1879年）、「小野五平」に改名。同年4月13日、宗印が十一世名人を襲位する予定があることを知った小野は両国中村楼で将棋会を実施し話題を集め、宗印は小野に七段への昇段を許した。同年10月13日、本所亀町の藤堂隠宅で宗印と左香落とされで対局。一時指し掛けとなったが、宗印が名人に襲位した後の10月26日に再開、再び指し掛けとなる。同年11月9日の午前10時から再開し、持将棋の提案をはねのけた上で10日の午後12時に252手で小野の勝利に終わる。この勝利により小野は次期名人候補であることを周囲に認めさせたという。
明治13年（1880年）、八段に昇段する。
明治26年（1893年）、八代伊藤宗印が死去。名人位は5年間空位となった。
明治31年（1898年）、十二世名人を襲位。同年5月27日に両国の中村楼で名人披露の宴を張った。
家元出身以外の初めての名人であったが、終身名人制は維持された。伊藤門下の関根金次郎は小野の名人襲位に異議を唱えて争い将棋を求めたが、既に高齢であった小野の死後に名人を継げばいいとの勧めにより異議を取り下げている。しかし、小野が長命であったため関根は全盛期のうちに名人を襲位することができず、そのことが関根に実力名人制への転換を決意させたともいわれている。
坂田三吉が台頭すると、関根と不仲であった小野は、1915年（大正4年）坂田に八段位を認めて、関根の対抗馬にしたという。
大正6年（1917年）、関根と和解した小野は築地・新喜楽で右香落で対戦して勝利する。ただし、終盤に関根が勝ち筋を見送っているため、小野に花を持たせたという見解が有力である。
大正9年（1920年）、柳沢保恵の発案で上野・常盤華壇で長寿の祝賀会を催した。
大正10年（1921年）に死去。91歳（数え年）であった。晩年は関根と和解したものの、妻に先立たれて孤独な老後を送ったという。墓所は美馬市脇町安楽寺
日本チェス界の草分け的存在でもある。ただし、東公平によると、腕はさほどではなかったという。小野以降、坂口允彦、大山康晴、宮坂幸雄、羽生善治、森内俊之、青嶋未来と将棋界はチェスの国内強豪選手を輩出している。

## 弟子
実力制名人制度や日本将棋連盟（東京将棋連盟）の成立前に亡くなっているため、連盟に所属した物故棋士とは紹介されないものの連盟公式サイトの棋士系統図においては祖の一人となっている。
後の将棋連盟所属棋士にも系譜が続いている直弟子としては溝呂木光治がいるが、他に当時著名な棋士として八段まで登った斎藤雅雄がいた。しかし、小野一門の系譜は振るわず、溝呂木の弟子（小野の孫弟子）である間宮純一が日本将棋連盟を退会したことで、プロ棋士の系譜としては途絶えている。

## 新聞将棋の開始
小野の名人襲位の直前である明治31年（1898年）2月6日付の『時事新報』において、小野と多賀常容との飛車落ち戦が掲載された。これが新聞の将棋欄のさきがけであるという。一方、明治42年（1809年）には関根が結成した将棋同盟社が『万朝報』において実戦譜の掲載を開始しており、こちらを新聞将棋の始まりとする場合もある。